# الکساندراوکا، بخش لوکو
الکساندراوکا، بخش لوکو (به لاتین: Aleksandrówka, Łuków County) یک منطقهٔ مسکونی در لهستان است که در Gmina Stoczek Łukowski واقع شده‌است.

## خصوصیات
الکساندراوکا ۳۰۰ نفر جمعیت دارد.